# Cabrières-d’Avignon
Cabrières-d’Avignon ist eine französische Gemeinde mit 1741 Einwohnern (Stand 1. Januar 2022)  im Département Vaucluse in der Region Provence-Alpes-Côte d’Azur.

## Geographie
Das Dorf liegt auf den Monts de Vaucluse, auf einem Berghang mit Blick auf das Luberon-Gebirge.
Das Gemeindegebiet gehört zum Regionalen Naturpark Luberon.

## Geschichte
Im elften bis zwölften Jahrhundert wurde das Schloss der Familie Adhemar gebaut.
Cabrières war das Zentrum des Waldenser-Widerstandes und wurde am 19. April 1545 bei einem Massaker zerstört. 1720 erreichte eine Pestepidemie die Provence und führte zum Bau der Pestmauer, die westlich der Gemeinde verläuft.

### Einwohnerentwicklung
| Jahr      | 1962 | 1968 | 1975 | 1982 | 1990 | 1999 | 2008 |
| --------- | ---- | ---- | ---- | ---- | ---- | ---- | ---- |
| Einwohner | 671  | 709  | 780  | 1004 | 1142 | 1422 | 1808 |

## Gemeindepartnerschaften
- Concise in der Schweiz

## Sehenswürdigkeiten
- romanische Pfarrkirche Saint-Vincent
- Privatschloss aus dem dreizehnten Jahrhundert, Ende des sechzehnten Jahrhunderts rekonstruiert
- Kapelle Saint-Eusèbe
- Gedenkstele für Massaker von 1545
- Oratorium
- Altes Waschhaus, Zisterne, Brunnen
- Überreste der Pestmauer aus dem Jahr 1721
- Lavendelmuseum bei Coustellet
- fünf Hektar großer Zedernwald nördlich des Dorfes

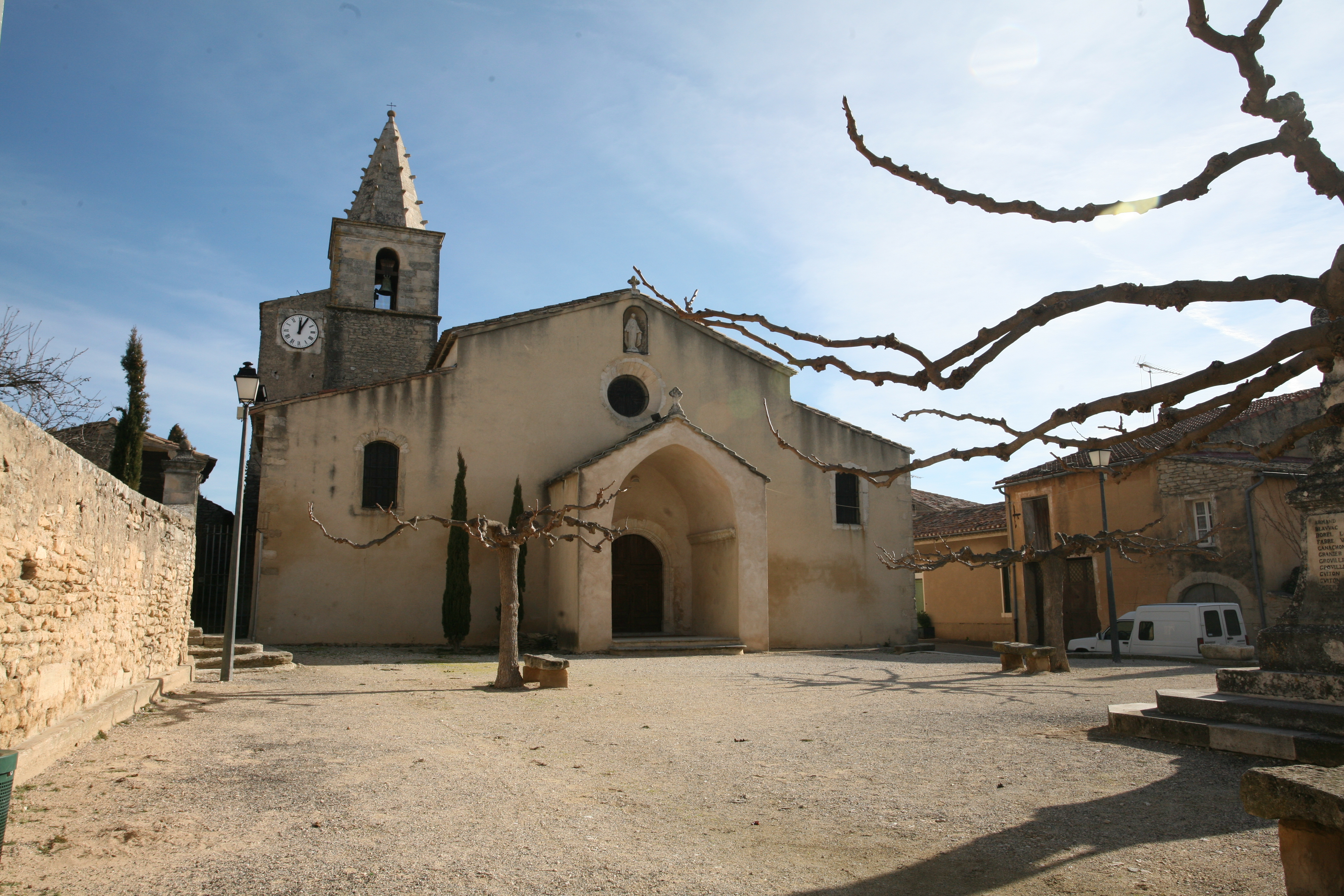
Pfarrkirche Saint-Vincent
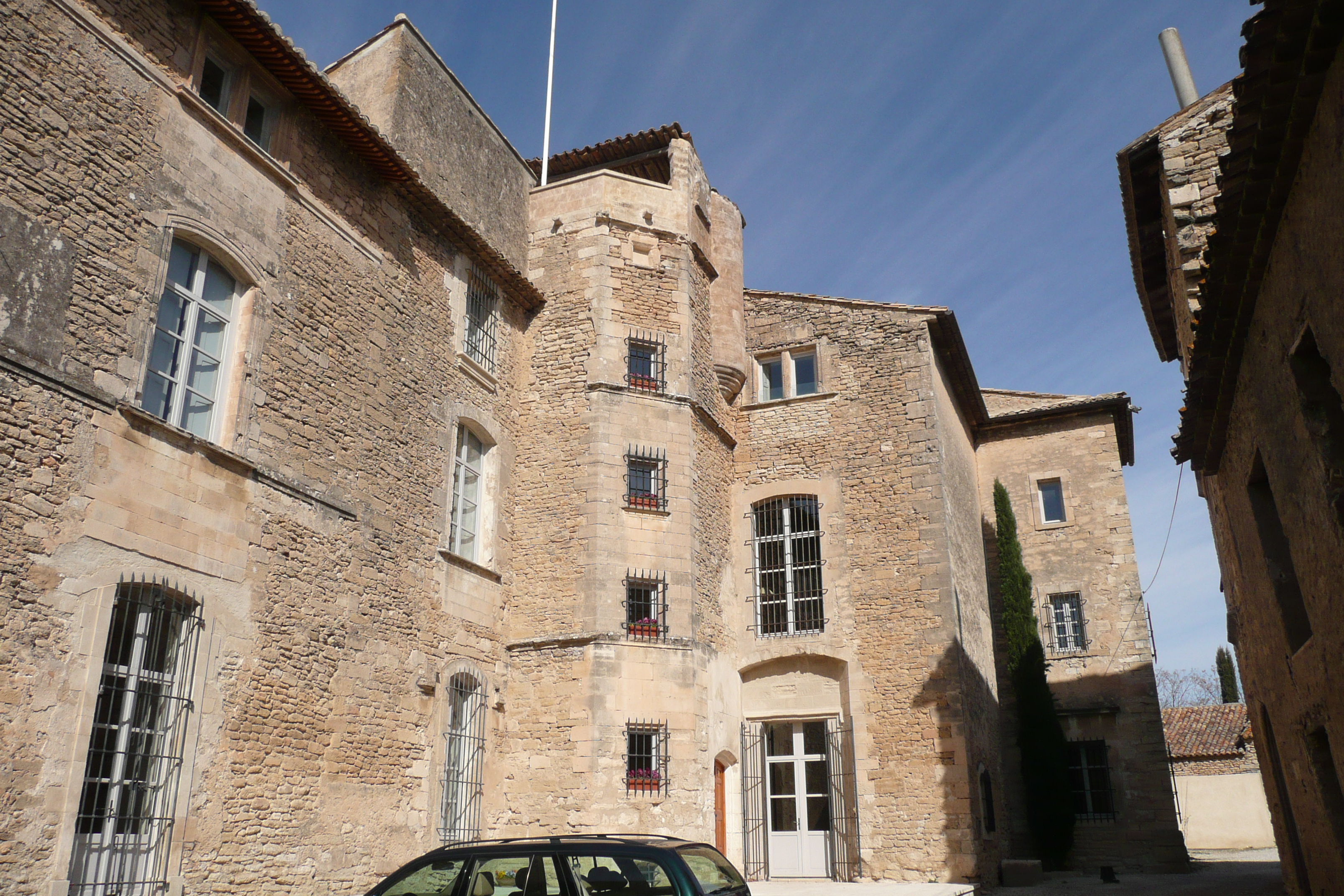
Schloss